# Devana Chasma
Il Devana Chasma è una struttura geologica della superficie di Venere.